# Hòa Hưng (xã)
Hòa Hưng là một xã thuộc tỉnh An Giang, Việt Nam.

## Lịch sử
Sau năm 1975, Hòa Hưng là một xã thuộc huyện Giồng Riềng.
Ngày 10 tháng 10 năm 1981, Hội đồng Bộ trưởng ban hành Quyết định 109-HĐBT về việc chia xã Hoà Hưng thành ba xã lấy tên là xã Hoà An, xã Hoà Hưng và xã Hoà Lợi.
Ngày 31 tháng 5 năm 1991, Ban Tổ chức Chính phủ ban hành Quyết định số 288-TCCP về việc sáp nhập hai xã Hòa An và Hòa Lợi vào xã Hòa Hưng.
Ngày 18 tháng 3 năm 1997, Chính phủ ban hành Nghị định số 23-CP về việc:
- Thành lập xã Hòa Lợi trên cơ sở 4.020 ha diện tích tự nhiên và 6.951 nhân khẩu của xã Hòa Hưng
- Thành lập xã Hòa An trên cơ sở 3.010 ha diện tích tự nhiên và 7.658 nhân khẩu của xã Hòa Hưng.

Xã Hoà Hưng sau khi điều chỉnh địa giới hành chính có 4.210 ha diện tích tự nhiên và 8.535 nhân khẩu.
Ngày 12 tháng 6 năm 2025, Ủy ban Thường vụ Quốc hội ban hành Nghị quyết số 1654/NQ-UBTVQH15 về việc sắp xếp các đơn vị hành chính cấp xã của tỉnh An Giang. Theo đó, toàn bộ diện tích tự nhiên, quy mô dân số của các xã Hòa An (huyện Giồng Riềng), Hòa Lợi và Hòa Hưng thành xã mới có tên gọi là xã Hòa Hưng.